# Cratere Khutsau
Khutsau è un cratere sulla superficie di Rea.